# Sophie Germain-prím
A számelméletben Sophie Germain-prímnek nevezzük azokat a p prímszámokat, amelyekre 2p + 1 szintén prímszám. Ezeket a számokat a francia matematikusról, Marie-Sophie Germainről nevezték el. A Sophie Germain-prímből számított 2p+1 számot nevezzük biztonságos prímnek is. Létezik egy sejtés, hogy végtelen sok Sophie Germain-prím létezik, de mint az ikerprím-sejtés, ez sem bizonyított.
Az első néhány Sophie Germain-prím (1000-nél kisebb):
2, 3, 5, 11, 23, 29, 41, 53, 83, 89, 113, 131, 173, 179, 191, 233, 239, 251, 281, 293, 359, 419, 431, 443, 491, 509, 593, 641, 653, 659, 683, 719, 743, 761, 809, 911, 953 ...  A005384

## Sophie Germain-prímek keresése
A PrimeGrid, valamint Twin Prime Search elosztott számítási projektek futtatnak keresést, több egyéb mellett a Sophie Germain-prímek megtalálására is.
Az ismert legnagyobb Sophie Germain-prímek (2018. novemberi állapot):
| Szám                                                           | Számjegyek száma | Megtalálás ideje | Megtaláló és módszere                                                                   |
| -------------------------------------------------------------- | ---------------- | ---------------- | --------------------------------------------------------------------------------------- |
| 2618163402417 × 21290000 − 1                                   | 388342           | 2016. február    | Scott Brown: PrimeGrid                                                                  |
| 18543637900515 × 2666667 − 1                                   | 200701           | 2012. április    | Philipp Bliedung: elosztott PrimeGrid kereséssel, valamint TwinGen és LLR használatával |
| 183027 × 2265440 − 1                                           | 79911            | 2010. március    | Tom Wu: LLR használatával                                                               |
| 648621027630345 × 2253824 − 1 és 620366307356565 × 2253824 − 1 | 76424            | 2009. november   | Járai Zoltán, Farkas Gábor, Csajbók Tímea, Kasza János és Járai Antal                   |
| 607095 × 2176311 − 1                                           | 53081            | 2009. szeptember | Tom Wu                                                                                  |
| 48047305725 × 2172403 − 1                                      | 51910            | 2007. január     | David Underbakke: TwinGen és LLR használatával                                          |
| 137211941292195 × 2171960 − 1                                  | 51780            | 2006. május      | Járai Zoltán, Farkas Gábor, Csajbók Tímea, Kasza János és Járai Antal                   |

## Alkalmazása
Jelentős szerepe van a különböző kriptográfiai megoldásokban, ahol {\displaystyle 1,846,389,521,368+11^{600}}-nél nagyobb számokra, erős prímekre van szükség. Mivel a p Sophie Germain-prímből származtatható 2p + 1 számot "biztonságos" prímnek tekintjük, ahhoz hogy "erős" prím legyen, a p - 1 és a p + 1 is nagy prímtényezőkkel kell hogy rendelkezzen. Ezekre az "erős" prímekre van szükség például az RSA algoritmusnál, hogy ne lehessen bizonyos faktorizáló eljárásokkal, mint például a Pollard (p – 1) vagy Williams (p+1) algoritmussal feltörni.